# Excalibosaurus
Excalibosaurus is een monotypisch geslacht van uitgestorven ichthyosauriërs waarvan de fossiele overblijfselen, een onvolledig skelet, werden gevonden in 1984 in lagen van het vroege Onder-Jura van Somerset. Het fossiel omvat de schedel, voorvinnen en schoudergordel, wervels en ribben en bevindt zich nu in het Bristol City Museum and Art Gallery. Als enige soort is Excalibosaurus costini benoemd. De naam is een samentrekking van het mythische zwaard Excalibur en het gelatiniseerde Griekse woord sauros (hagedis of reptiel).

## Naamgeving
Dit relatief zeldzame dier is bekend van twee skeletten. Het holotype BRSMG Cc881 werd in 1984 door David Costin ontdekt op een strand bij Lilstock aan de kust van Somerset, en bestaat uit de schedel, de voorvin, een deel van de borstgordel en enkele wervels en ribben.

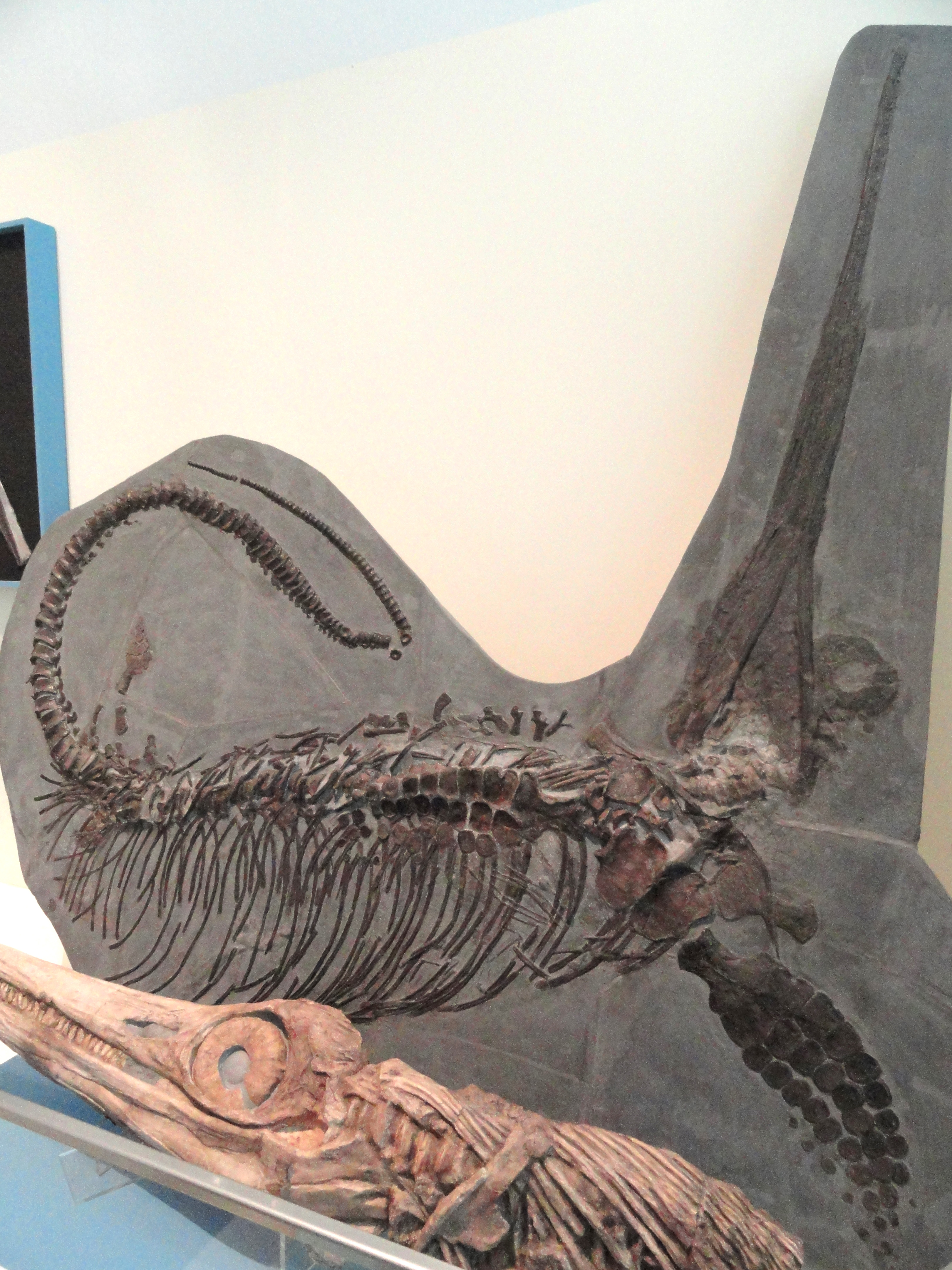
ROM 47697

Het is in 1986 benoemd en beschreven door Christopher McGowan als de typesoort Excalibosaurus costini. De geslachtsnaam verwijst naar Excalibur, het magische zwaard van Koning Arthur, als verwijzing naar de zwaardvormige snuit en het feit dat Glastonbury, volgens de legende de herkomst van het zwaard, vlak bij de vindplaats ligt. De soortaanduiding eert Costin als ontdekker. Het fossiel wordt tentoongesteld in het Bristol City Museum and Art Gallery. 
Het tweede exemplaar, ROM 47697, is een bijna compleet skelet met schedel dat in 1996 in hetzelfde gebied, tien kilometer ten westen van het holotype, op de kust bij Watchet werd verzameld door Peter Langham en gekocht door het Royal Ontario Museum. Het werd beschreven door McGowan in 2003.
In 2000 hernoemden Maisch & Matzke Excalibosaurus tot een Eurhinosaurus costini, wat dus een jonger synoniem is van Excalibosaurus costini. Dit heeft geen navolging gevonden.

## Kenmerken

Vergelijking in grootte tussen de twee bekende exemplaren en een mens

Excalibosaurus had een spoelvormig lichaam. De geschatte lichaamslengte van het exemplaar uit 1996 is 6,9 meter met een schedel van 1,54 meter lang. Het holotype-exemplaar was veel kleiner, met een schedellengte van 0,785 meter en een geschatte lichaamslengte van 5,4 meter, wat aangeeft dat het een juveniel was.
Er werd ooit gedacht dat Excalibosaurus een jonger synoniem was van het geslacht Eurhinosaurus, maar de beschrijving van het exemplaar uit 1996 toont veel morfologische verschillen, zoals de vorm van de voorvin (veel korter en breder bij Excalibosaurus) en de slanke vorm van het lichaam, die de twee geslachten duidelijk onderscheiden.

### Skelet
De bovenkaak was langwerpig en stak ver uit voorbij de onderkaak, een kenmerk dat verder alleen voorkomt bij Eurhinosaurus. De overbite beslaat zesenveertig procent van de snuitlengte. De schedel heeft een snuitlengte van 78,5 centimeter, de bovenkaak is zestig centimeter lang. Afgezien van de langere bovenkaak is de schedel vergelijkbaar met die van Leptonectes tenuirostris. De tanden zijn slank en bevinden zich ook op het uitstekende deel van de bovenkaak. De voorste peddel was de helft van de lengte van de bovenkaak en dus relatief korter dan die van Eurhinosaurus, wiens voorpoten de lengte van de bovenkaak bereikten. De voorste vin bestond uit minstens drie vingers, maar er zijn aanwijzingen voor een vierde. De middelste vinger had twaalf kootjes, een geval van hyperfalangie.

## Fylogenie
Excalibosaurus is verwant aan twee andere geslachten van ichthyosauriërs, Leptonectes uit het Rhaetien (Late Trias) tot het Sinemurien (Vroege Jura) van Engeland en Eurhinosaurus van het Toarcien (Vroege Jura) van Duitsland. De drie geslachten zijn ondergebracht in de familie Leptonectidae en de onderorde Eurhinosauria.
Excalibosaurus was volgens McGowan vrijwel zeker een directe voorouder van Eurhinosaurus.
Het volgende cladogram toont de relaties binnen de Leptonectidae en hun zustergroepen.
|  | Leptonectes                                                      |
|  |                                                                  |
|  | \| \| Excalibosaurus \| \| \| \| \| \| Eurhinosaurus \| \| \| \| |
|  |                                                                  |
|  | Excalibosaurus                                                   |
|  |                                                                  |
|  | Eurhinosaurus                                                    |
|  |                                                                  |

|  | Excalibosaurus |
|  |                |
|  | Eurhinosaurus  |
|  |                |

|  | Leptonectes                                                      |
|  |                                                                  |
|  | \| \| Excalibosaurus \| \| \| \| \| \| Eurhinosaurus \| \| \| \| |
|  |                                                                  |
|  | Excalibosaurus                                                   |
|  |                                                                  |
|  | Eurhinosaurus                                                    |
|  |                                                                  |

|  | Excalibosaurus |
|  |                |
|  | Eurhinosaurus  |
|  |                |

|  | Suevoleviathan |
|  |                |
|  | Thunnosauria   |
|  |                |

|  | Leptonectes                                                      |
|  |                                                                  |
|  | \| \| Excalibosaurus \| \| \| \| \| \| Eurhinosaurus \| \| \| \| |
|  |                                                                  |
|  | Excalibosaurus                                                   |
|  |                                                                  |
|  | Eurhinosaurus                                                    |
|  |                                                                  |

|  | Excalibosaurus |
|  |                |
|  | Eurhinosaurus  |
|  |                |

|  | Leptonectes                                                      |
|  |                                                                  |
|  | \| \| Excalibosaurus \| \| \| \| \| \| Eurhinosaurus \| \| \| \| |
|  |                                                                  |
|  | Excalibosaurus                                                   |
|  |                                                                  |
|  | Eurhinosaurus                                                    |
|  |                                                                  |

|  | Excalibosaurus |
|  |                |
|  | Eurhinosaurus  |
|  |                |

|  | Suevoleviathan |
|  |                |
|  | Thunnosauria   |
|  |                |

|  | Leptonectes                                                      |
|  |                                                                  |
|  | \| \| Excalibosaurus \| \| \| \| \| \| Eurhinosaurus \| \| \| \| |
|  |                                                                  |
|  | Excalibosaurus                                                   |
|  |                                                                  |
|  | Eurhinosaurus                                                    |
|  |                                                                  |

|  | Excalibosaurus |
|  |                |
|  | Eurhinosaurus  |
|  |                |

|  | Leptonectes                                                      |
|  |                                                                  |
|  | \| \| Excalibosaurus \| \| \| \| \| \| Eurhinosaurus \| \| \| \| |
|  |                                                                  |
|  | Excalibosaurus                                                   |
|  |                                                                  |
|  | Eurhinosaurus                                                    |
|  |                                                                  |

|  | Excalibosaurus |
|  |                |
|  | Eurhinosaurus  |
|  |                |

|  | Suevoleviathan |
|  |                |
|  | Thunnosauria   |
|  |                |

|  | Leptonectes                                                      |
|  |                                                                  |
|  | \| \| Excalibosaurus \| \| \| \| \| \| Eurhinosaurus \| \| \| \| |
|  |                                                                  |
|  | Excalibosaurus                                                   |
|  |                                                                  |
|  | Eurhinosaurus                                                    |
|  |                                                                  |

|  | Excalibosaurus |
|  |                |
|  | Eurhinosaurus  |
|  |                |

|  | Leptonectes                                                      |
|  |                                                                  |
|  | \| \| Excalibosaurus \| \| \| \| \| \| Eurhinosaurus \| \| \| \| |
|  |                                                                  |
|  | Excalibosaurus                                                   |
|  |                                                                  |
|  | Eurhinosaurus                                                    |
|  |                                                                  |

|  | Excalibosaurus |
|  |                |
|  | Eurhinosaurus  |
|  |                |

|  | Suevoleviathan |
|  |                |
|  | Thunnosauria   |
|  |                |